# Johan Martial
Johan  Martial, né le 30 mai 1991 à Massy, est un footballeur français qui évolue au poste de défenseur central.
Il est le frère aîné de l'attaquant Anthony Martial.

## Biographie
Repéré comme attaquant par le Paris Saint-Germain à l'âge de 12 ans alors qu'il jouait aux Ulis (en) depuis ses 5 ans, il est rapidement orienté vers un poste de défenseur central, avant de ne plus intéresser le club parisien. Il rejoint alors les Fédéraux à Antony à 14 ans, avant que le SC Bastia ne le repère et l'envoie, à 15 ans, commencer sa formation dans la section football de l'AS Montferrand, avant de l'engager. Il rejoint ainsi le centre de formation du SC Bastia en 2007.

### SC Bastia
Il débute en équipe professionnelle le 13 mars 2009 contre le Montpellier HSC en Ligue 2. 
Lors du championnat de 2009-2010, il gagne petit à petit sa place dans l'équipe première, avec sept titularisations sur quatorze matchs. En juin 2010, des rumeurs l'annoncent dans différents clubs parmi lesquels l'AS Saint-Étienne et l'Inter Milan.

### Stade brestois
Le 1er août 2010, il s'engage au Stade brestois, promu en Ligue 1, sous forme de prêt avec option d'achat.
Il débute sous les couleurs du Stade brestois en Coupe de la Ligue contre le FC Lorient et obtient sa première titularisation en Ligue 1 lors de la 12e journée du championnat contre le LOSC. Il inscrit son premier but en Ligue 1 contre l'OGC Nice le 18 décembre 2010 à l'occasion de sa seconde titularisation.
Il inscrit de nouveau un but pour Brest en janvier 2011, lors des 32e de finales de la Coupe de France, contre Issy-les-Moulineaux.
Alors toujours potentiellement suivi par l'Inter Milan, son transfert définitif vers le Stade brestois est discuté à partir de mai 2011, à la suite notamment de sa prestation lors de sa titularisation contre Montpellier. Le 12 mai 2011, l'option d'achat est levée pour un contrat de quatre ans. Après l'annonce de la descente du club en Ligue 2, il a prétexté une blessure au genou pour ne pas avoir à jouer l'avant-dernier match de la saison contre le Paris Saint-Germain le 18 mai 2013. 
À la suite des blessures d'Ahmed Kantari et de Moïse Brou Apanga, il commence la saison 2011-2012 comme titulaire au poste de défenseur central et dispute 24 matchs lors de cette même saison. Les saisons 2012-2013 en Ligue 1 et 2013-2014 en Ligue 2 ne lui permettent pas de confirmer une place de titulaire en défense centrale. Il est notamment victime de blessures et soumis à la concurrence successive d'Ahmed Kantari, Ismaël Traoré et de Simon Falette. Sur les saisons 2013-2014 et 2014-2015, il ne dispute que 14 matchs de championnat. Non-conservé par Brest, il est mis à l'essai par Saint-Étienne à l'été 2015.

### ES Troyes AC
Le 5 septembre 2015, il s'engage avec Troyes pour un an. Il débute sous la liquette troyenne le 15 novembre 2015 lors d'un déplacement au Parc des Princes. Après avoir enchainé trois titularisations, il sort sur blessure une semaine plus tard en déplacement au Stade de Reims.
Le 7 février 2017 lors du match de la 24e journée de Ligue 2 face au RC Strasbourg il inscrit le premier doublé de sa carrière contribuant à la large victoire de son équipe 4 à 0.

### Équipes nationales
Avec la sélection nationale des moins de 18 ans, Johan Martial dispute en septembre 2008 un match amical contre l'Ukraine, puis fin mai 2009 une double confrontation amicale face à l’Espagne, et enfin en juin 2009, il affronte l’équipe universitaire d’Angleterre dans le stade neuf de Wembley.
En septembre octobre et novembre 2009, il participe aux matchs amicaux de l'équipe de France des moins de 19 ans.
Fin juillet 2010, il remporte le Championnat d'Europe des moins de 19 ans 2010 avec la France. Il ne joue qu'un seul match lors de ce tournoi.
En octobre 2010, Erick Mombaerts le convoque pour un stage de sélection Espoirs à l'issue duquel il est appelé dans le groupe Espoirs pour les matchs amicaux contre la Turquie et le Danemark.
En novembre 2010, il débute avec l'équipe de France des moins de 20 ans contre le Monténégro.
Sélectionné pour la Coupe du monde des moins de 20 ans en 2011, il doit déclarer forfait dès le début du stage de préparation.
À partir de novembre 2013, il décide de jouer avec la Martinique.

## Statistiques
| Saison                | Club                     | Championnat           | Championnat | Championnat | Coupe nationale | Coupe nationale | Coupe de la Ligue | Coupe de la Ligue | Total | Total |
| Saison                | Club                     | Division              | M.          | B.          | M.              | B.              | M.                | B.                | M.    | B.    |
| 2008-2009             | SC Bastia                | Ligue 2               | 6           | 0           | -               | -               | -                 | -                 | 6     | 0     |
| 2009-2010             | SC Bastia                | Ligue 2               | 23          | 0           | -               | -               | -                 | -                 | 23    | 0     |
| Sous-total            | Sous-total               | Sous-total            | 29          | 0           | -               | -               | -                 | -                 | 29    | 0     |
| 2010-2011             | Stade brestois 29 (prêt) | Ligue 1               | 7           | 1           | 1               | 1               | 1                 | 0                 | 9     | 2     |
| 2011-2012             | Stade brestois 29        | Ligue 1               | 24          | 0           | -               | -               | -                 | -                 | 24    | 0     |
| 2012-2013             | Stade brestois 29        | Ligue 1               | 19          | 0           | 1               | 1               | -                 | -                 | 20    | 1     |
| 2013-2014             | Stade brestois 29        | Ligue 2               | 4           | 0           | 1               | 0               | -                 | -                 | 5     | 0     |
| 2014-2015             | Stade brestois 29        | Ligue 2               | 10          | 1           | 3               | 0               | 1                 | 0                 | 14    | 1     |
| Sous-total            | Sous-total               | Sous-total            | 64          | 2           | 6               | 2               | 2                 | 0                 | 72    | 4     |
| 2015-2016             | ES Troyes AC             | Ligue 1               | 7           | 0           | -               | -               | -                 | -                 | 7     | 0     |
| Sous-total            | Sous-total               | Sous-total            | 7           | 0           | -               | -               | -                 | -                 | 7     | 0     |
| Total sur la carrière | Total sur la carrière    | Total sur la carrière | 100         | 2           | 6               | 2               | 2                 | 0                 | 108   | 4     |

## Palmarès
Il remporte le championnat d'Europe des moins de 19 ans en 2010 avec l'équipe de France.